# Vrh pri Boštanju
Vrh pri Boštanju este o localitate din comuna Sevnica, Slovenia, cu o populație de 182 de locuitori.